# ألفريد هوين وشركاؤه
ألفريد هوين وشركاؤه (بالإنجليزية: A. Hoen & Co.) كانت شركة أمريكية مختصة بالطباعة الحجرية، وقد تأسست في 1840 على يد إدوارد ويبر. وكان مقرها في بالتيمور (ماريلاند). تأسست الشركة باسم ي. ويبر وشركاه. عند وفاة ويبر، آلت الشركة لأغسطس هوين، فغير اسمها وأصبحت واحدة من أبرز الشركات في هذه الصناعة في ذلك الوقت.
في عام 1877، دخل هوين طبعة تنتجها عمليته الحرقية الحاصلة على براءة اختراع في معرض الذكرى المئوية. هذا العمل، بعنوان «القارة» كان «أثنى على التميز في الفن الكرومو-الحجرية» من قبل القضاة.
حصل أوجست هوين على براءة اختراع الليثوكوستيك في عام 1860. هذا غطت الحفر مع مزيج من حامض الستريك والصمغ العربي بحيث مصمم المطبوعات الحجرية يمكن أن نرى التقدم من أنماط مظللة كما كانت محفورا في الحجر. واستمر في استكشاف طرق إنتاج تدرج جيد في التظليل. في عام 1880، تم منح هوين عدة براءات اختراع لطرق إنتاج مطبوعات نصفية باستخدام الطباعة الحجرية.</ref>
ألفريد هوين، الابن آب / أغسطس، لم يكن مجرد مطبعة بارعة، ولكنه حافظ أيضا على مختبر لاختبار الحجر الجيري الليثوغرافي، وأجرى فحوصات مخبرية وأعمال تجريبية مطبوعة باستخدام الحجارة من مصادر جديدة واعدة.